# Odd Engström
Odd Erik Lennart Engström, född 20 september 1941 i Skillingmark, Värmlands län, död 18 maj 1998 i Saltsjöbaden, var en svensk politiker (socialdemokrat).

## Biografi
Engström var statssekreterare i statsrådsberedningen hos Olof Palme 1982–1983, finanssekreterare i Stockholms kommun från 1983, biträdande finansminister 1988–1990, tillförordnad finansminister 1990 och vice statsminister 1990–1991. Efter den borgerliga valsegern var han riksdagsledamot 1991–1993, invald i Kopparbergs läns valkrets. Han var suppleant 1991–1992 och ledamot 1992–1993 av konstitutionsutskottet.
Engström var styrelseordförande i börsbolaget Kinnevik från 1995 och vän till Jan Stenbeck.
År 1993 hade Engström en roll i miniserien Morsarvet som gick på TV. Serien utspelade sig i hans hembygd Värmland.

### Privatliv
Engström var gift med Gunilla och tillsammans hade de sonen Jacob och dottern Anna. Han dog av en hjärtinfarkt i sitt hem i Saltsjöbaden 1998. Engström är begravd på Skogsö kyrkogård.